# Tatort: Todesspiel
Todesspiel ist ein Fernsehfilm aus der Kriminalreihe Tatort. Der Film mit Eva Mattes als Kriminalhauptkommissarin Klara Blum wurde vom SWR produziert und am 19. Januar 2014 erstmals in Deutschland ausgestrahlt. Diese 896. Folge der Tatort-Reihe ist der 26. Fall von Klara Blum und der 22. Fall von Kai Perlmann. Ein Mord führt die Ermittler in die Welt der bösen und reichen Nichtstuer, bei dem auch ein Polizist unter Verdacht gerät.

## Handlung
Benjamin Wolters, ein 32-jähriger Millionär, bekannt als „Der letzte Playboy von Konstanz“, vergnügt sich mit seinen Freunden in seiner Villa. Er will mit ihnen russisches Roulette spielen, doch ist keiner seiner Gäste davon angetan. Am nächsten Tag wird er von seiner Putzfrau in seiner Villa erschossen aufgefunden.
Blum erscheint am Tatort und befragt zunächst die Putzfrau, die gerade dabei ist, die Champagnerreste der Party auszutrinken. Von ihr erfährt die Kommissarin, wer zu Wolters’ engstem Freundeskreis zählte und mit ihm den letzten Abend verbracht haben dürfte. Als Erstes nennt sie Daniel Gabler, einen kleinen Musikstar, der immer noch dem Ruhm seines zweiten Platzes in einer Castingshow nachhängt. Blum lädt ihn ins Revier und er bestätigt seine Anwesenheit auf der Party. Von ihm erfährt sie nicht nur die Namen der anderen Gäste: Marcus Pracht, Nadine Weiss, Alisa Adam, sondern auch, dass Wolters so viele Feinde hatte, wie Namen im Telefonbuch stehen.
Blum sucht als Nächstes Alisa Adam auf. Sie gibt an, Wolters auf einer Party kennengelernt zu haben und dass sie eventuell ein Paar geworden wären. Zur Tatzeit sei sie im Theater gewesen, was die Garderobenfrau dort bestätigen könne. Marcus Pracht wird ins Präsidium bestellt, und noch ehe Blum ihn etwas fragen kann, erklärt er, dass ein Anwalt für ihn alle Fragen beantworten werde, da er für einen Londoner Hedge-Fonds arbeite und aufgrund einer Verschwiegenheitsklausel der Polizei keinerlei Auskunft geben dürfe. Von Nadine Weiss gibt es die Informationen, dass sie eine Boutique besitzt und ihr Mann eine Schönheitsklinik in der Schweiz betreibt. Pracht und Weiss geben an, den letzten Abend gemeinsam verbracht zu haben. Blum glaubt die Lösung des Falls bei diesen vier Personen zu finden. Da Perlmann erst vor kurzem aus dem Skiurlaub gekommen ist, kennen die Verdächtigen ihn noch nicht und er begibt sich „undercover“ in ihre Kreise.
Zu Wolters’ stattlicher Anzahl an Exfreundinnen gehört Julia Nobbe, die sich seit einiger Zeit in einer Klinik befindet und an einer posttraumatischen Belastungsstörung leidet, die vermutlich durch einen Schock ausgelöst worden ist. Laut Aussagen des Arztes ist ihre Identität und die Wahrnehmung der Umwelt unterbrochen, jedoch hat sie durchaus auch klare Tage. Ihr Vater komme jeden Tag zu ihr zu Besuch. Als Blum ihn aufsucht, muss sie feststellen, dass er Polizeibeamter ist. Er gibt an, dass er sich vor zwei Monaten nach Konstanz hat versetzen lassen, damit er näher bei seiner Tochter sein kann. Klaus Nobbe schildert Wolters als überheblichen Playboy, der sein Spielzeug wegwirft, wenn es ihm langweilig geworden ist. Die Tatsache, dass Wolters sehr wahrscheinlich schuld ist an der Krankheit seiner Tochter und dass Nobbe nachweislich ihn auch massiv bedroht hat, macht ihn verdächtig, zumal er auch als Erster am Tatort war. Zur Tatzeit selbst hatte er Dienst und war mit seiner Kollegin unterwegs. Die muss allerdings einräumen, dass er zwei Stunden ohne sie im Einsatz war.
Perlmann hört sich in seiner neuen Clique um und findet heraus, dass eigentlich jeder der vier ein Motiv gehabt hätte, Wolters umzubringen. Daniel Gabler wurde immer wieder von ihm gedemütigt, aber auch finanziell unterstützt. Marcus Pracht hatte massive Geldprobleme und Wolters hatte ihm angedroht, seinen neuesten Deal platzen zu lassen, außerdem hat er einen Schlüssel zu Wolters’ Villa. Nadine Weiss war eifersüchtig, da er sie gerade gegen eine neue Freundin ausgetauscht hatte. Alisa Adam wurde möglicherweise vergewaltigt. Ihr Alibi ist nicht wasserdicht, da sie auch unbemerkt aus dem Theater hätte gelangen können.
Nachdem Blum Marcus Pracht noch einmal vorgeladen und sie ihm auf den Kopf zugesagt hat, dass er ein ernstzunehmendes Tatmotiv besitzt, wird er tags darauf erschossen am Bodenseeufer aufgefunden. Offensichtlich hat er sich selbst erschossen, allerdings konnte er noch nicht wissen, dass seine letzte Transaktion tatsächlich gescheitert ist. Außerdem hat er nicht dieselbe Waffe benutzt, mit der Wolters erschossen wurde. Blum ist überrascht, wiederum Klaus Nobbe am Tatort anzutreffen.
Der Gerichtsmediziner Kurt Wehmut unterrichtet Blum von einem ähnlichen Fall in der Schweiz. Dort hat sich vor einigen Monaten ebenfalls ein junger Mann mit einem Trommelrevolver umgebracht. Blum findet heraus, dass das Opfer, Boris Koenig, der Bruder von Alisa Adam war und dass Julia Nobbe alles mit angesehen hatte. Von ihr erfährt sie, dass Alisa Adam vor kurzem bei ihr war und seit dem ihre Erinnerung zurück ist.
Alisa Adam gibt allen die Schuld am Tod ihres Bruders, die tatenlos mit angesehen haben, wie Boris sein Leben aufs Spiel setzte. So lockt sie Nadine Weiss zu sich, nachdem auch schon Daniel in ihre Gewalt gelangt ist. Dem gelingt es, kurz sein Handy einzuschalten, sodass die Polizei ihn finden könnte. Alisa fährt mit beiden zum Bodenseeufer und zwingt sie mit vorgehaltener Pistole, dass sie russisches Roulette spielen, so, wie ihr Bruder das tun musste. Sie gibt an, Wolters aus Notwehr erschossen zu haben, da er sich nicht an die Spielregeln halten wollte und auf sie gezielt hatte. Marcus hatte lediglich Pech, so wie ihr Bruder.
Blum und Perlmann sind bereits auf der Suche nach Alisa Adam. In ihrer Wohnung liegt nur Daniels Hut auf dem Tisch und so versuchen sie, Daniel zu erreichen. Es gelingt ihnen, sein Handy orten zu lassen und noch rechtzeitig zu erscheinen und das Todesspiel zu verhindern. Jedoch bringt Alisa den Revolver in ihre Gewalt und erschießt sich.

## Hintergrund
Die Dreharbeiten zu diesem 896. Tatort-Krimi fanden in Konstanz, Baden-Baden und Kreuzlingen statt.

## Rezeption

### Einschaltquoten
Die Erstausstrahlung des Tatorts Todesspiel am 19. Januar 2014 wurde in Deutschland insgesamt von 9,95 Millionen Zuschauern gesehen und damit wurde ein Marktanteil von 26,40 Prozent erreicht.

### Kritiken
Volker Bergmeister kommt auf tittelbach.tv zu dem Urteil, dass diese Tatortfolge ein „unspektakulärer, aber spannender und kurzweiliger Krimi“ sei, bei dem der Ton stimme, die Dialoge säßen und „das Quintett der Dekadenten […] gut gezeichnet und ebenso gespielt“ sei. „Mal wieder ein Krimi ohne Kunstkniffe. Ist aber – wenn die Geschichte greift und die Figuren stimmen – auch mal wieder schön anzusehen.“ Er schreibt weiter: „Der versierte Autor Leo P. Ard alias Jürgen Pomorin hat einen klassischen Whodunit-Krimi geschrieben, Regisseur Jürgen Bretzinger hat ihn schnörkellos und recht spannend in Szene gesetzt. Diese Mörderjagd bietet keine Film-Kunst, ist aber handwerkliches passabel.“
Beim Suedkurier.de beurteilt Thomas Domjahn die Episode als „solide. Insgesamt überzeugt der Tatort Todesspiel durch Spannung, Sozialkritik und einen interessanten Fall. Mit den zuletzt spektakulären Fällen aus Köln oder Frankfurt kann der Bodensee-Tatort aber nicht mithalten.“
Anita M. Schneider von n-tv.de urteilt negativ über den neuesten Tatort vom Bodensee. Sie schreibt: „Viel Potenzial, den Tatort endlich mal extremer, zeitgemäßer und vor allem anders anzupacken, wird einfach verschenkt.“ Auch die Rolle der Kommissarin Klara Blum empfindet sie als langweilig. Ihrer Ansicht nach fehle „jegliche Spitzzüngigkeit und Schärfe in der Stimme. Eine Frau ohne Ecken und Kanten, ein netter, leider sehr langweiliger Ruhepol. Immer wieder tanzen ihr die Verdächtigen auf der Nase herum, verlassen den Raum, beenden Gespräche. Dass sie eigentlich die Ermittlungen in diesem Mordfall leitet, weiß man zwar, aber es wird nicht gelebt. Wo ist die kluge Detektivin, die wir als Zuschauer sehen und bewundern wollen? Die Kommissarin, die die richtige Spur erahnt, misstrauisch nachfragt, Dinge sieht, die wir nicht sehen. Sie existiert nicht!“ Für Perlmann gibt es ähnliche Kritik, da er „leider ebenfalls nicht die geringste Autorität besitzt. Im Gegenteil, er wirkt nicht nur wie der kleine, tollpatschige Sohn von Blum.“ Lediglich eines „muss man Perlmann zu Gute halten [sic]: Er wirkt authentisch in seiner Rolle und liefert eine gute Schauspielleistung ab. Leider ist er damit einer der wenigen in diesem ‚todeslangweiligen Spiel‘“.
Lars-Christian Daniels von Filmstarts.de vergibt 1,5 von 5 möglichen Sternen und kommt zu dem Ergebnis: „Trauerspiel statt „Todesspiel“ – der erste Bodensee-„Tatort“ des Jahres 2014 setzt den jüngsten Negativtrend des Krimis aus Konstanz fort und bietet selbst eingefleischten Fans von Blum und Perlmann kaum Gründe zum Einschalten.“
Die Kritiker der Fernsehzeitschrift TV Spielfilm meinen: „Das böse Sittengemälde hat Potenzial, hätte aber mehr Drive vertragen.“

„Frostig, dekadent, aber etwas lahm.“